# Pethőhenye
Pethőhenye is een plaats (község) en gemeente in het Hongaarse comitaat Zala. Pethőhenye telt 394 inwoners (2001).